# Индијанола (округ Питсбург, Оклахома)
Индијанола (енгл. Indianola, Pittsburg County) град је у америчкој савезној држави Оклахома.

## Демографија
По попису из 2010. године број становника је 162, што је 29 (-15,2%) становника мање него 2000. године.
| Група             | 2000.       | 2010.       |
| Белци             | 173 (90,6%) | 124 (76,5%) |
| Афроамериканци    | 0 (0,0%)    | 0 (0,0%)    |
| Азијати           | 0 (0,0%)    | 0 (0,0%)    |
| Хиспаноамериканци | 0 (0,0%)    | 15 (9,3%)   |
| Укупно            | 191         | 162         |